# Daj mne šans
Daj mne šans è un singolo del cantautore russo Nikolaj Noskov, il secondo estratto dal suo album di debutto Blaž e pubblicato nel 1997.